# Стилијанос Венетидис
Стилијанос Венетидис (грч. Στέλιος Βενετίδης; Орестијада, 19. новембар 1976) бивши је грчки фудбалер. Играо је на позицији одбрамбеног играча. Био је члан репрезентације Грчке која је освојила Европско првенство 2004. године. Венетидис је против Португала у финалу ушао у игру последњих 15 минута утакмице.

## Трофеји
ПАОК
- Куп Грчке: 2001.

Олимпијакос
- Првенство Грчке: 2002, 2003, 2005, 2006.
- Куп Грчке: 2005, 2006.

АЕЛ
- Куп Грчке: 2007.

Грчка
- Европско првенство: 2004.